# Rušička

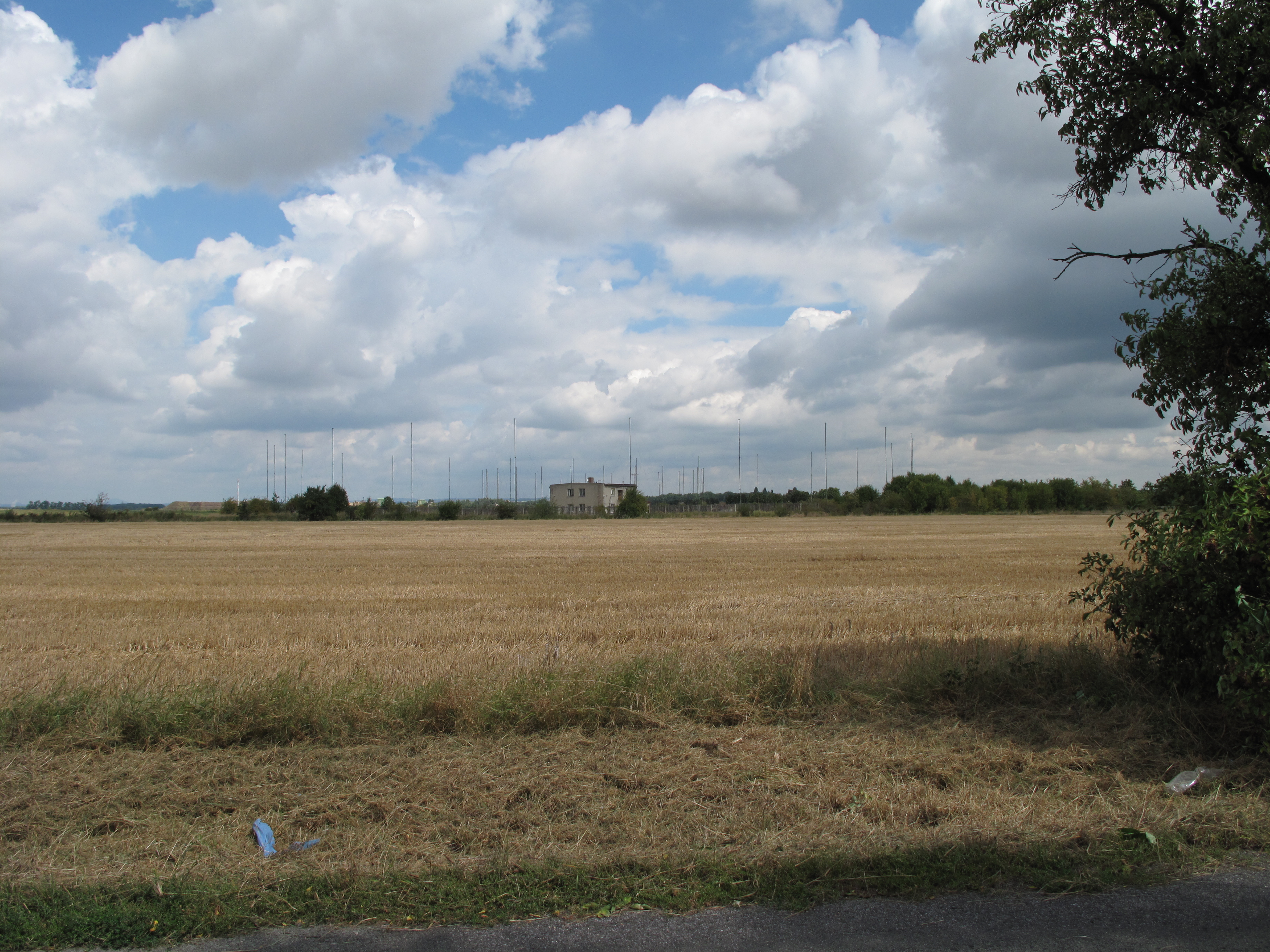
Malé rušičky v okolí objektu

Rušička je technické zařízení sloužící k rušení signálu radiových stanic. Využívaly se například v dobách komunismu v Československu, kdy měly za cíl rušit signály západních rozhlasových stanic, především rádia Svobodná Evropa. Pro střední vlny se většinou jedná o vysoký stožár ukotvený ocelovými lany, která vytváří pohledově pyramidu. Pro krátké vlny se používají složitější konstrukce.
Průkopníkem rušení cizího rozhlasu bylo nacistické Německo, později široce využívaly země sovětského bloku.
Používané zařízení byly jen nepatrně upravené běžné rozhlasové vysílače pro střední nebo krátké vlny, naladěné na kmitočet „nepřátelské“ stanice (případně těsně vedle něj), které vysílaly v nejjednodušším případě běžný domácí rozhlasový program nebo nějakou hudební smyčku, sofistikovanější a účinnější byla frekvenční modulace s malým zdvihem. V ČSSR byly obsluhovány běžnými zaměstnanci spojů, ale pod přísným dozorem tajné bezpečnosti.
Rušičky se nacházely například pro Prahu na Zbraslavi (střední vlna) a na Strahově (krátké vlny), pro Střední Čechy ve Lhotce u Mělníka, na Kolínsku v Liblicích a Poděbradech, v Pohodlí u Litomyšle a u každého krajského města.

## Další případy nasazení
Rušička může být nasazena proti mnoha dalším typům rádiového signálu
- Ve vojenském použití jde především o rušení radarů, též vypouštění klamných cílů (včetně infračerveného rozsahu).
- Rušení mobilních telefonů znamená nasazení rušícího vysílače, který znemožní telefonu spojit se se základnovou stanicí. Využívá se např. v některých věznicích k zamezení nežádoucí komunikace vězňů, na některých konferencích, kde je absolutní zákaz používání MT. Mobilní rušící vysílače doprovázejí důležité automobily a zabraňují dálkovému odpálení nastražené bomby přes GSM telefon.
- Zloději mohou používat rušičky například k přerušení signálu bezdrátové kamery, u některých typů dálkového ovládání zámků mohou zamezit zamknutí.
- O použití rušiček signálu satelitní navigace se spekuluje v tzv. „navigation warfare“ – elektronickém boji proti navigačním prostředkům protivníka. Vzhledem k velmi nízké úrovni signálu z GPS satelitu je poměrně jednoduché znemožnit jeho příjem.